# Азиатские игры по боевым искусствам
Азиатские игры по боевым искусствам — спортивное состязание, которое планировалось проводить каждые два года среди атлетов из азиатских стран под патронажем Олимпийского совета Азии.
Состоялись всего одни Азиатские игры по боевым искусствам, которые прошли в 2009 году в Бангкоке (Таиланд). В связи с тем, что в 2008 году Олимпийский комитет Катара отказался принимать в 2011 году Азиатские игры в помещениях, было решено объединить два спортивных события в одно, и начиная с 2013 года проводить раз в 4 года Азиатские игры по боевым искусствам и состязаниям в помещениях.

## Список Игр
| Год  | Игры | Место проведения |
| ---- | ---- | ---------------- |
| 2009 | I    | Бангкок          |